# Premio AFL miglior giocatore dell'anno
Il Premio di miglior giocatore dell'anno della AFL (MVP della AFL) veniva assegnato al giocatore che maggiormente si era contraddistinto durante la stagione regolare dell'American Football League.

## Albo d'oro

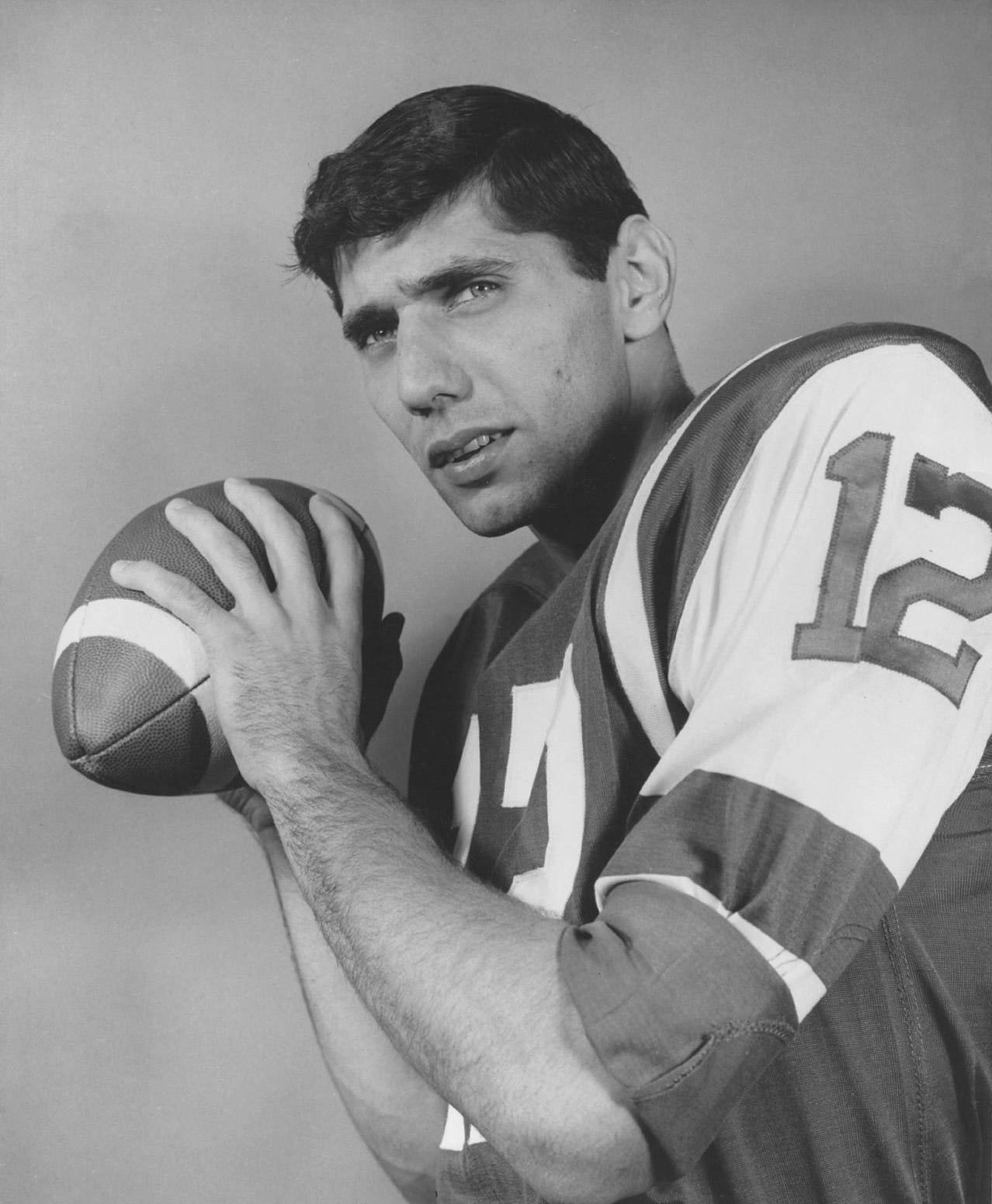
Joe Namath fu premiato per due volte come MVP della AFL

| Stagione | Giocatore           | Ruolo | Squadra            | Selezionatore |
| -------- | ------------------- | ----- | ------------------ | ------------- |
| 1960     | Abner Haynes        | HB    | Dallas Texans      | UPI, TSN      |
| 1961     | George Blanda       | QB    | Houston Oilers     | UPI, AP, TSN  |
| 1962     | Cookie Gilchrist    | HB    | Buffalo Bills      | UPI, AP       |
| 1962     | Len Dawson          | QB    | Dallas Texans      | TSN           |
| 1963     | Lance Alworth       | FL    | San Diego Chargers | UPI           |
| 1963     | Tobin Rote          | QB    | San Diego Chargers | AP            |
| 1963     | Clem Daniels        | HB    | Oakland Raiders    | TSN           |
| 1964     | Gino Cappelletti    | FL, K | Boston Patriots    | UPI, AP, TSN  |
| 1965     | Paul Lowe           | HB    | San Diego Chargers | TSN           |
| 1965     | Jack Kemp           | QB    | Buffalo Bills      | AP, UPI       |
| 1966     | Jim Nance           | HB    | Boston Patriots    | UPI, AP, TSN  |
| 1967     | Daryle Lamonica     | QB    | Oakland Raiders    | UPI, AP, TSN  |
| 1968     | Joe Namath          | QB    | New York Jets      | UPI, AP, TSN  |
| 1969     | Daryle Lamonica (2) | QB    | Oakland Raiders    | UPI, TSN      |
| 1969     | Joe Namath (2)      | QB    | New York Jets      | AP            |